# FZD4
Uvojiti-4 je protein koji je kod ljudi kodiran FZD4 genom. FZD4 je takođe označen sa CD344 (klaster diferencijacije 344).
Članovi familije „uvojitih“ proteina su 7-transmembranski receptori za Wnt signalne proteine. FZD4 protein sadrži signalni peptid, cisteinom bogati domen u -terminalnom ekstracelularnom regionu, 7 transmembranski domen, i -terminalni PDZ vezujući motiv. Uvojiti-4 je jedini predstavnik family „frizzeled“ receptora koji se potentno vezuje za ligand norin. Taj ligand je funkcionalno sličan sa strukturno različitim Wingless tipom proteina. FZD4 signalizacija indukovana norinom reguliše vaskularni razvoj retine kičmenjaka i kontroliše krvne sudove uva. Većina uvojitih receptora je spregnuta sa beta-kateninskim kanoničkim signalnim putem. Ovaj protein potencijalno učestvuje kao pozitivni regulator signalnog puta Wingless tipa MMTV mesta integracije.

## Literatura
- Li Y; Fuhrmann C; Schwinger E;  . (1992). „The gene for autosomal dominant familial exudative vitreoretinopathy (Criswick-Schepens) on the long arm of chromosome 11”. Am. J. Ophthalmol. 113 (6): 712—3. PMID 1598965.
- Tanaka S; Akiyoshi T; Mori M;  . (1998). „A novel frizzled gene identified in human esophageal carcinoma mediates APC/β-catenin signals”. Proc. Natl. Acad. Sci. U.S.A. 95 (17): 10164—9. PMC 21479 . PMID 9707618. doi:10.1073/pnas.95.17.10164.
- Sagara N; Kirikoshi H; Terasaki H;  . (2001). „FZD4S, a splicing variant of frizzled-4, encodes a soluble-type positive regulator of the WNT signaling pathway”. Biochem. Biophys. Res. Commun. 282 (3): 750—6. PMID 11401527. doi:10.1006/bbrc.2001.4634.
- Takeda S; Kadowaki S; Haga T;  . (2002). „Identification of G protein-coupled receptor genes from the human genome sequence”. FEBS Lett. 520 (1–3): 97—101. PMID 12044878. doi:10.1016/S0014-5793(02)02775-8.
- Hering H, Sheng M (2002). „Direct interaction of Frizzled-1, -2, -4, and -7 with PDZ domains of PSD-95”. FEBS Lett. 521 (1–3): 185—9. PMID 12067714. doi:10.1016/S0014-5793(02)02831-4.
- Robitaille J; MacDonald ML; Kaykas A;  . (2002). „Mutant frizzled-4 disrupts retinal angiogenesis in familial exudative vitreoretinopathy”. Nat. Genet. 32 (2): 326—30. PMID 12172548. doi:10.1038/ng957.
- Strausberg RL; Feingold EA; Grouse LH;  . (2003). „Generation and initial analysis of more than 15,000 full-length human and mouse cDNA sequences”. Proc. Natl. Acad. Sci. U.S.A. 99 (26): 16899—903. PMC 139241 . PMID 12477932. doi:10.1073/pnas.242603899.
- Chen W; ten Berge D; Brown J;  . (2003). „Dishevelled 2 recruits beta-arrestin 2 to mediate Wnt5A-stimulated endocytosis of Frizzled 4”. Science. 301 (5638): 1391—4. PMID 12958364. doi:10.1126/science.1082808.
- Toomes C; Downey LM; Bottomley HM;  . (2004). „Identification of a fourth locus (EVR4) for familial exudative vitreoretinopathy (FEVR)”. Mol. Vis. 10: 37—42. PMID 14737064.
- Yao R, Natsume Y, Noda T (2005). „MAGI-3 is involved in the regulation of the JNK signaling pathway as a scaffold protein for frizzled and Ltap”. Oncogene. 23 (36): 6023—30. PMID 15195140. doi:10.1038/sj.onc.1207817.
- Toomes C; Bottomley HM; Scott S;  . (2004). „Spectrum and frequency of FZD4 mutations in familial exudative vitreoretinopathy”. Invest. Ophthalmol. Vis. Sci. 45 (7): 2083—90. PMID 15223780. doi:10.1167/iovs.03-1044.
- Omoto S; Hayashi T; Kitahara K;  . (2004). „Autosomal dominant familial exudative vitreoretinopathy in two Japanese families with FZD4 mutations (H69Y and C181R)”. Ophthalmic Genet. 25 (2): 81—90. PMID 15370539. doi:10.1080/13816810490514270.
- Yoshida S; Arita R; Yoshida A;  . (2004). „Novel mutation in FZD4 gene in a Japanese pedigree with familial exudative vitreoretinopathy”. Am. J. Ophthalmol. 138 (4): 670—1. PMID 15488808. doi:10.1016/j.ajo.2004.05.001.
- Gerhard DS; Wagner L; Feingold EA;  . (2004). „The Status, Quality, and Expansion of the NIH Full-Length cDNA Project: The Mammalian Gene Collection (MGC)”. Genome Res. 14 (10B): 2121—7. PMC 528928 . PMID 15489334. doi:10.1101/gr.2596504.
- Qin M; Hayashi H; Oshima K;  . (2006). „Complexity of the genotype-phenotype correlation in familial exudative vitreoretinopathy with mutations in the LRP5 and/or FZD4 genes”. Hum. Mutat. 26 (2): 104—12. PMID 15981244. doi:10.1002/humu.20191.
- Nallathambi J; Shukla D; Rajendran A;  . (2006). „Identification of novel FZD4 mutations in Indian patients with familial exudative vitreoretinopathy”. Mol. Vis. 12: 1086—92. PMID 17093393.
- Planutis K; Planutiene M; Moyer MP;  . (2007). „Regulation of norrin receptor frizzled-4 by Wnt2 in colon-derived cells”. BMC Cell Biol. 8: 12. PMC 1847812 . PMID 17386109. doi:10.1186/1471-2121-8-12.

## Spoljašnje veze
- „Frizzled Receptors: FZD4”. IUPHAR Database of Receptors and Ion Channels. International Union of Basic and Clinical Pharmacology. Архивирано из оригинала 03. 03. 2016. г.]